# Легована сталь
Лего́вана сталь або спеціальна сталь — сталь, в яку додають інші метали з метою надання їй тих чи інших властивостей. Як легуючі елементи найчастіше застосовують хром, нікель, манган, кремній, вольфрам, молібден і ванадій, значно рідше — кобальт, титан, берилій та інші метали. У більшості випадків легуючі елементи додаються в незначних кількостях — десяті частки відсотка, але деякі з них — від декількох до 10–15 % і навіть більше. Назви легованих сталей походять від назв легуючих елементів.
За ступенем легування сталі поділяють на низьколеговані з вмістом легуючих елементів до 2,5 %, середньолеговані — 2,5–10 % та високолеговані, де вміст легуючих елементів перевищує 10 %.

## Мета легування
Головна мета легування переважної більшості сталей — підвищення міцності за рахунок розчинення легуючих елементів у фериті та аустеніті, утворення карбідів та збільшення прогартовуваності. Крім того, легуючі елементи можуть підвищувати стійкість проти корозії, теплостійкість, жаротривкість (окалиностійкість), жароміцність тощо. Такі елементи як хром, марганець, молібден, вольфрам, ванадій, титан утворюють карбіди, а нікель, кремній, мідь, алюміній карбідів не утворюють. Марганець та нікель знижують критичні точки А1 і А3, а решта — підвищують. Крім того, легуючі елементи зменшують критичну швидкість охолодження при гартуванні, що необхідно враховувати при призначенні режимів гартування (температури нагрівання та середовища для охолодження). За значної кількості легуючих елементів може суттєво змінитись структура, що приводить до утворення нових структурних класів в порівнянні з вуглецевими сталями.

## Вплив легуючих елементів на властивості сталі
- Всі легуючі елементи підвищують міцність.
- Легуючі елементи, які утворюють карбіди, подрібнюють зерно при кристалізації.
- Корозійної стійкості, жаротривкості (окалиностійкості), жароміцності, теплостійкості легуючі елементи надають лише при значній кількості в сталях (хром 8–13 %, нікель 8–12 %, вольфрам, молібден понад 5 %).
- Окремі хімічні елементи:

Хром — при кількості більше ніж 13 % надає корозійної стійкості, понад 5 % — жаростійкості.
Нікель — одночасно з міцністю підвищує ударну в'язкість, а також жароміцність (понад 8 %).
Кремній — в ресорно-пружинних сталях надає пружності, а у високотемпературних сталях — жаростійкості.
Марганець — сприяє росту аустенітного зерна при перегріві.
Вольфрам і молібден — утворюють важкорозчинні карбіди і за значної кількості (понад 5 %) надають сталі теплостійкості.
Титан і ванадій — переважно для подрібнення зерна і стримання його росту при нагріванні.
В корозійно-стійких сталях титан запобігає міжкристалітній корозії, алюміній підвищує твердість при азотуванні, а також жаростійкість.

## Маркування легованих сталей
Леговані сталі маркують за допомогою літер і цифр. Легуючі елементи позначаються літерами: Н — нікель, Х — хром, К — кобальт, М — молібден, Г — марганець, Д — мідь, Р — бор, Б — ніобій, С — кремній, В — вольфрам, Т — титан, Ф — ванадій, П — фосфор, А — азот.
Перші дві або три цифри на початку маркування показують середній вміст вуглецю в сотих частках відсотка, а якщо одна цифра — то в десятих частках. Цифри, які стоять після літер, вказують на середній вміст легуючого елемента, що позначається цією літерою у відсотках. Якщо вуглецю або легуючого елемента міститься близько 1 %, то цифри не ставляться. Буква А на кінці маркування позначає, що дана сталь належить до високоякісних.
Наприклад:
- сталь 35Х2ГСА має 0,35 % вуглецю, 2 % хрому, 1 % марганцю, 1 % кремнію. А — означає, що ця сталь високоякісна;
- сталь 110Г13 містить 1,10 % вуглецю, 13 % марганцю;
- сталь ХВ5 має 1 % вуглецю, 1 % хрому, 5 % вольфраму;
- сталь 9ХС містить 0,9 % вуглецю, 1 % хрому, 1 % кремнію.

У високовуглецевих інструментальних сталях цифри, які показують вміст вуглецю, взагалі упускаються, наприклад марка Х12М означає сталь з вмістом 1,5–1,7 %С, 12 % хрому і 0,5 % молібдену.
Деякі леговані сталі виділені в окремі групи і позначаються буквами: Ш — кулькопідшипникові, Р — швидкорізальні, Е — для постійних магнітів.

## Класифікація легованих сталей

### За структурою в стані відпалу
- доевтектоїдні, із легованим феритом і евтектоїдом у структурі: сталі 20ХНЗА; 18ХГТ; 40Х;
- евтектоїдні, із структурою лише евтектоїду: сталь 80Х;
- заевтектоїдні, із евтектоїдом і вторинними карбідами у структурі: сталі 9ХС, ШХ15, ХВГ.
- ледебуритні (карбідні): зі структурою евтектоїду, евтектичних (первинних) і вторинних карбідів: сталі Р18, Р14Ф4, Х12М.
- аустенітні — структура легований аустеніт: сталі 110Г13, 12Х18Н10Т.
- феритні — структура легований ферит: сталі 10Х17, 10Х25.

### За призначенням
За призначенням леговані сталі поділяються на конструкційні, інструментальні та сталі з особливими властивостями.
- Конструкційні — застосовують для виготовлення деталей машин, при цьому в цих сталях міститься хрому, марганцю, кремнію до 2 %, нікелю до 4 %. Приклади конструкційних сталей:

Низьковуглецеві, які піддаються цементації: 15Х, 18ХГТ, 12ХНЗА, 25ХНР.
Середньовуглецеві, які піддаються поліпшенню: 35ХГСА, 40Х, 45Г2.
Ресорно-пружинні: 55С2, 60Г, 60С2ХФА, 65С2ВА.
Високоміцні: 03Н18К9М5Т, 04Х11Н9М2Д2ТЮ, 25Н24М4, 24Н21Г2С2М4, 30Х10Г10.
Підшипникові: ШХ9, ШХ15 (0,9 % і 1,5 % хрому відповідно) за ГОСТ 801-78; 100CrMo7, 19MnCr5, 70Mn4, X108CrMo17, 80MoCrV42-16 за  ДСТУ ISO 683-17:2008.
Будівельні: 10Г2С, 15ХСНД, 15ГФ.
- Інструментальні сталі застосовують для різного інструменту. Вони повинні мати високу твердість та зносостійкість.

Сталі для різального інструменту:
Низької теплостійкості (до 250 °C): ХГ, 9ХС, ХВГ, ХВСГ.
Підвищеної до 600 °C теплостійкості (швидкорізальні): Р9, Р6М5, Р9К5, Р14Ф4.
Сталі для вимірювального інструменту. Ці сталі повинні мати високу твердість, зносостійкість і зберігати постійність розмірів. Для виготовлення плиток, калібрів, шаблонів застосовують високовуглецеві хромисті сталі, наприклад, ХВГ, ХВ5. Найчастіше такі сталі після гартування обробляють холодом (для повного перетворення залишкового аустеніту в мартенсит).
Сталі для штампів:
Холодного деформування середніх розмірів: 9ХС, Х6ВФ.
Холодного деформування різних розмірів, особливо високоточних: Х12М, Х12Ф.
Гарячого деформування середніх розмірів: 5ХНТ, 5ХНВ.
Гарячого деформування великих розмірів важконавантажених: 4Х2В5МФ, 5Х3В3МФС.
- Спеціальні сталі (сталі з особливими властивостями) застосовують для роботи в агресивних середовищах, при високих температурах, ударних навантаженнях тощо.

Корозійно-стійкі сталі мають високу корозійну стійкість у хімічно активних газових і рідких середовищах. Це досягається за рахунок великого вмісту хрому (понад 13 %). Титан вводять в сталь для запобігання міжкристалітної корозії. Корозійно-стійкі сталі поділяються на:
Хромисті 10Х13, 40Х13, 10Х25 (феритна).
Хромонікелеві (аустенітні): 12Х18Н9, 10Х18Н10Т.
Жаростійкі і жароміцні сталі мають здатність сталі чинити опір газовій корозії за підвищених температур та зберігати достатню міцність за високих температур.
Жаростійкість забезпечується легуванням сталей хромом, кремнієм та алюмінієм, які утворюють захисні плівки (Fe, Cr)2О3, SiO2, Al2O3. До жаростійких сталей відносяться леговані сталі 25Х6С10, 40Х9С2, 15Х25Т, 12Х18Н10Т.
Жароміцність досягається легуванням тугоплавкими хімічними елементами (хром, нікель, молібден). Як правило, жароміцні сталі мають і жаростійкість. Це сталі 15Х2МФС, 15Х11МФ, 40Х10С2М, 10Х18Н10Т, 40Х15Н7Г7Ф2МС.
Зносостійка (аустенітна) сталь 110Г13Л (сталь Гадфільда) використовується для виготовлення деталей, які працюють в умовах абразивного тертя й високого тиску та ударів (наприклад, траки гусеничних машин, деталі подрібнювачів, хрестовини залізничних і трамвайних колій, черпаки землерийних машин). Характерна особливість марганцевого аустеніту — здатність сильно наклепуватись і перетворюватися в мартенсит, що призводить до підвищення твердості й опору зношення.

## Приклади використання
Прикладом високолегованих сталей може служити вольфрамо-хромо-ванадієва сталь із вмістом 18 % W, 4 % Cr і 1 % V. Цю сталь називають швидкорізальною, оскільки з неї виробляють різальні інструменти. Особливістю цієї сталі є те, що вона не втрачає своєї твердості і міцності навіть при 600 °C.
Хромо-нікелева сталь із вмістом 18 % Cr і 8 % Ni в атмосфері повітря не піддається корозії. Цю сталь називають нержавіючою. З неї роблять нержавіючі ножі, ложки, виделки тощо.
Знання хімічного складу, структури та впливу легуючих елементів дозволяє об'єктивно оцінити експлуатаційні властивості сталей, їх раціональне застосування і призначити необхідну термічну обробку.